# Marco Grael
Marco Soffiatti Grael (Niterói, 9 de junio de 1989) es un deportista brasileño que compite en Vela en la clase 49er. 
Junto a Gabriel Borges, terminó en la posición 11º en los Juegos Olímpicos de Río 2016, y 16º en los Juegos Olímpicos de Tokio 2020. Ambos también ganaron el oro en los Juegos Panamericanos de 2019. Es hijo del campeón olímpico Torben Grael y hermano de Martine Grael.

## Palmarés internacional
| Juegos Panamericanos | Juegos Panamericanos | Juegos Panamericanos | Juegos Panamericanos |
| Año                  | Lugar                | Medalla              | Categoría            |
| -------------------- | -------------------- | -------------------- | -------------------- |
| 2019                 | Lima (Perú)          | Medalla de oro       | 49er                 |